# Crosslauf-Weltmeisterschaften 2006
Die 34. Crosslauf-Weltmeisterschaften der IAAF fanden am 1. und 2. April 2006 in Fukuoka (Japan) statt.
Letztmals gehörten die Kurzstreckenwettbewerbe zum Programm.

## Kurs
Im Umi-no-Nakamichi-Park war eine 2 km lange Runde eingerichtet worden. Die Männer bewältigten auf der Langstrecke 12 km, die Frauen auf der Langstrecke und die Junioren 8 km, die Juniorinnen 6 km und die Kurzstreckler beiderlei Geschlechts 4 km.

## Wettkämpfe
Das Rennen der Juniorinnen, das Kurzstreckenrennen der Männer und das Langstreckenrennen der Frauen fanden am 19. März statt, die anderen drei Rennen am darauffolgenden Tag. Insgesamt waren für die Erwachsenenwettbewerbe 560.000 $ Preisgeld ausgesetzt, von denen auf die Gewinner jedes Rennens 30.000 $ und jedes siegreiche Team 20.000 $ entfielen.

## Ergebnisse

### Männer

#### Langstrecke

##### Einzelwertung
| Platz | Athlet                  | Land | Zeit (min) |
| ----- | ----------------------- | ---- | ---------- |
| 1     | Kenenisa Bekele         | ETH  | 35:40      |
| 2     | Sileshi Sihine          | ETH  | 35:43      |
| 3     | Martin Irungu Mathathi  | KEN  | 35:44      |
| 4     | Zersenay Tadese         | ERI  | 35:47      |
| 5     | Mike Kipruto Kigen      | KEN  | 35:54      |
| 6     | Hosea Mwok Macharinyang | KEN  | 36:02      |
| 7     | Yonas Kifle             | ERI  | 36:05      |
| 8     | Ali Abdalla             | ERI  | 36:18      |

Von 144 gemeldeten Athleten gingen 140 an den Start und erreichten 132 das Ziel.

##### Teamwertung
| Platz | Land und Athleten                                                                          | Gesamtpunktzahl und Einzelplatzierung |
| ----- | ------------------------------------------------------------------------------------------ | ------------------------------------- |
| 1     | Kenia Martin Irungu Mathathi Mike Kipruto Kigen Hosea Mwok Macharinyang Simon Koros Arusei | 24 03 05 06 10                        |
| 2     | Eritrea Zersenay Tadese Yonas Kifle Ali Abdalla Tesfayohannes Mesfin                       | 28 04 07 08 09                        |
| 3     | Äthiopien Kenenisa Bekele Sileshi Sihine Gebregziabher Gebremariam Ketema Nigusse          | 42 01 02 13 26                        |

Insgesamt wurden 20 Teams gewertet.

#### Kurzstrecke

##### Einzelwertung
| Platz | Athlet                  | Land | Zeit (min) |
| ----- | ----------------------- | ---- | ---------- |
| 1     | Kenenisa Bekele         | ETH  | 10:54      |
| 2     | Isaac Kiprono Songok    | KEN  | 10:55      |
| 3     | Adil Kaouch             | MAR  | 10:57      |
| 4     | Benjamin Limo           | KEN  | 11:00      |
| 5     | Ali Abdosh              | ETH  | 11:01      |
| 6     | Adam Goucher            | USA  | 11:02      |
| 7     | Augustine Kiprono Choge | KEN  | 11:03      |
| 8     | Edwin Cheruiyot Soi     | KEN  | 11:06      |

Von 130 gemeldeten Athleten gingen 128 an den Start und erreichten 126 das Ziel.
Als einziger Teilnehmer aus einem deutschsprachigen Land kam der Schweizer Philipp Bandi auf den 72. Platz (11:49).

##### Teamwertung
| Platz | Land und Athleten                                                                    | Gesamtpunktzahl und Einzelplatzierung |
| ----- | ------------------------------------------------------------------------------------ | ------------------------------------- |
| 1     | Kenia Isaac Kiprono Songok Benjamin Limo Augustine Kiprono Choge Edwin Cheruiyot Soi | 21 02 04 07 08                        |
| 2     | Äthiopien Kenenisa Bekele Ali Abdosh Sileshi Sihine Gebregziabher Gebremariam        | 48 01 05 12 30                        |
| 3     | Marokko Adil Kaouch Hicham Bellani Khalid El Aamri Hamid Ezzine                      | 53 03 14 15 21                        |

Insgesamt wurden 21 Teams gewertet.

### Frauen

#### Langstrecke

##### Einzelwertung
| Platz | Athletin              | Land | Zeit (min) |
| ----- | --------------------- | ---- | ---------- |
| 1     | Tirunesh Dibaba       | ETH  | 25:21      |
| 2     | Lornah Kiplagat       | NED  | 25:26      |
| 3     | Meselech Melkamu      | ETH  | 25:38      |
| 4     | Benita Johnson        | AUS  | 25:43      |
| 5     | Wude Ayalew           | ETH  | 25:47      |
| 6     | Kayoko Fukushi        | JPN  | 25:51      |
| 7     | Mestawet Tufa         | ETH  | 25:59      |
| 8     | Evelyne Wambui Nganga | KEN  | 26:11      |

Von 99 gemeldeten und gestarteten Athletinnen erreichten 98 das Ziel.
Als einzige Teilnehmerin aus einem deutschsprachigen Land kam die Deutsche Susanne Ritter auf den 37. Platz (27:14).

##### Teamwertung
| Platz | Land und Athletinnen                                                                      | Gesamtpunktzahl und Einzelplatzierung |
| ----- | ----------------------------------------------------------------------------------------- | ------------------------------------- |
| 1     | Äthiopien Tirunesh Dibaba Meselech Melkamu Wude Ayalew Mestawet Tufa                      | 16 01 03 05 07                        |
| 2     | Kenia Evelyne Wambui Nganga Faith Chemutai Alice Chelangat Nyerechi Mercy Wanjiku Njoroge | 39 08 09 10 12                        |
| 3     | Japan Kayoko Fukushi Yoshimi Ozaki Megumi Ōshima Yumi Satō                                | 80 06 19 25 30                        |

Insgesamt wurden 15 Teams gewertet. 

#### Kurzstrecke

##### Einzelwertung
| Platz | Athletin                  | Land | Zeit (min) |
| ----- | ------------------------- | ---- | ---------- |
| 1     | Gelete Burka              | ETH  | 12:51      |
| 2     | Priscah Jepleting Ngetich | KEN  | 12:53      |
| 3     | Meselech Melkamu          | ETH  | 12:54      |
| 4     | Benita Johnson            | AUS  | 12:55      |
| 5     | Lornah Kiplagat           | NED  | 12:55      |
| 6     | Beatrice Jepchumba        | KEN  | 12:58      |
| 7     | Zhor El Kamch             | MAR  | 13:03      |
| 8     | Vivian Jepkemoi Cheruiyot | KEN  | 13:10      |

Von 92 gemeldeten und gestarteten Athletinnen erreichten 91 das Ziel.

##### Teamwertung
| Platz | Land und Athletinnen                                                                          | Gesamtpunktzahl und Einzelplatzierung |
| ----- | --------------------------------------------------------------------------------------------- | ------------------------------------- |
| 1     | Äthiopien Gelete Burka Meselech Melkamu Bezunesh Bekele Teyba Erkesso                         | 25 01 03 09 12                        |
| 2     | Kenia Priscah Jepleting Ngetich Beatrice Jepchumba Vivian Jepkemoi Cheruiyot Isabella Ochichi | 26 02 06 08 10                        |
| 3     | Australien Benita Johnson Melissa Rollison Anna Thompson Donna MacFarlane                     | 69 04 11 25 29                        |

Insgesamt wurden 14 Teams gewertet.

### Junioren

#### Einzelwertung
| Platz | Athlet                | Land | Zeit (min) |
| ----- | --------------------- | ---- | ---------- |
| 1     | Mang'ata Kimai Ndiwa  | KEN  | 23:53      |
| 2     | Leonard Patrick Komon | KEN  | 23:54      |
| 3     | Tariku Bekele         | ETH  | 23:56      |

Von 99 gemeldeten Athleten gingen 98 an den Start und erreichten 92 das Ziel. Der Kenianer Thomas Pkemei Longosiwa und der Bahrainer Tareq Mubarak Taher wurden wegen falscher Altersangaben nachträglich disqualifiziert.
Der einzige Teilnehmer aus einem deutschsprachigen Land, der Schweizer Stefan Breit, erreichte nicht das Ziel.

#### Teamwertung
| Platz | Land und Athleten                                                                    | Gesamtpunktzahl und Einzelplatzierung |
| ----- | ------------------------------------------------------------------------------------ | ------------------------------------- |
| 1     | Kenia Mang'ata Kimai Ndiwa Leonard Patrick Komon Joseph Ebuya Bernard Muinde Matheka | 16 01 02 04 09                        |
| 2     | Äthiopien Tariku Bekele Ibrahim Jeilan Habtamu Fikadu Tadese Tola                    | 24 03 05 06 10                        |
| 3     | Eritrea Samuel Tsegay Kidane Tadese Kiflom Sium Teklemariam Medhin                   | 44 08 11 12 13                        |

Insgesamt wurden 15 Teams gewertet.

### Juniorinnen

#### Einzelwertung
| Platz | Athletin                    | Land | Zeit (min) |
| ----- | --------------------------- | ---- | ---------- |
| 1     | Pauline Chemning Korikwiang | KEN  | 19:27      |
| 2     | Veronica Nyaruai            | KEN  | 19:27      |
| 3     | Mercy Jelimo Kosgei         | KEN  | 19:45      |

Von 78 gemeldeten und gestarteten Athletinnen erreichten 76 das Ziel. Die Russin Julija Motschalowa wurde wegen Dopings nachträglich disqualifiziert.
Als einzige Teilnehmerin aus einem deutschsprachigen Land kam die Schweizerin Astrid Leutert auf den 54. Platz (22:13).

#### Teamwertung
| Platz | Land und Athletinnen                                                                  | Gesamtpunktzahl und Einzelplatzierung |
| ----- | ------------------------------------------------------------------------------------- | ------------------------------------- |
| 1     | Kenia Pauline Chemning Korikwiang Veronica Nyaruai Mercy Jelimo Kosgei Emmy Chepkirui | 10 01 02 03 04                        |
| 2     | Äthiopien Belaynesh Zemedkun Workitu Ayanu Emebt Etea Asselefech Assefa               | 29 05 06 07 11                        |
| 3     | Japan Hitomi Niiya Megumi Kinukawa Kazue Kojima Yuko Nohara                           | 58 13 14 15 16                        |

Insgesamt wurden zwölf Teams gewertet.